# 元徽 (北魏)
元 徽（げん き、490年 - 530年）は、北魏の皇族。城陽文献王。字は顕順。

## 経歴
城陽懐王元鸞と乙氏のあいだの子として生まれた。宣武帝のとき、城陽王の爵位を嗣いだ。游撃将軍の位を受け、河内郡太守として出向した。
孝明帝のとき、右将軍・涼州刺史に任じられたが、僻遠の地を嫌って赴任しなかった。散騎常侍の位を受けた。この年、後将軍・并州刺史に任じられた。并州に夏霜が降り、凶作となって民衆が逃散すると、元徽は無断で官倉を開いて穀物を配給した。後になって朝廷に報告したが、孝明帝は元徽の行為を賞賛した。安北将軍の位を加えられた。後に安西将軍・秦州刺史に任じられたが、固辞した。輔国将軍の位を受け、度支尚書を加えられ、鎮軍将軍に進んだ。このころ北魏の官軍はたびたび敗北して苦境にあり、元徽は軍費として絹2千匹・粟1万石を献上しようとしたが、孝明帝が受け取らなかった。本官のまま吏部尚書を兼ね、侍中・征東将軍の位を加えられ、衛将軍・右光禄大夫に転じた。尚書左僕射に任じられ、車騎将軍・儀同三司に転じたが、固辞して受けず、侍中の位を解いた後に受けいれた。まもなく尚書令に任じられた。開府・西道行台を加えられたが、赴任しなかった。
霊太后の臨朝称制のもと、朝廷の綱紀はゆるんだが、元徽は重任にありながらこれを正すことなく、鄭儼らと党与を結んでいた。外面は穏やかで慎み深かったが、内心は猜疑深く、怒りを抱くと必ず報復におよんだ。また妻の于氏が広陽王元淵と姦通するのを防ぐことができなかった。
528年（武泰元年）4月、孝荘帝が即位すると、司州牧に任じられた。同年（永安元年）9月、司州牧を兼ねたまま司徒に上った。529年（永安2年）5月、元顥が洛陽に入ると、元徽は孝荘帝に従って河内に入った。7月、孝荘帝が洛陽に帰ると、侍中・大司馬・太尉公に任じられた。11月、太保・司徒公となった。
530年（永安3年）9月、孝荘帝が爾朱栄を殺害すると、元徽は太保・大司馬・宗師・録尚書事として北魏の朝政を総覧した。12月、爾朱兆が洛陽に入ると、禁衛の兵は逃げ散り、孝荘帝は歩いて雲龍門を出た。元徽が馬に乗って逃れようとしたので、孝荘帝が呼びとめたが、元徽は顧みることなく去った。山南に逃れて、故吏の寇弥の邸に入った。寇弥は元徽を受け入れたが、爾朱氏による追捕をおそれて他所に避難させようとした。元徽は路上で人に殺害され、遺体は爾朱兆のもとに送られた。
孝武帝の初年、使持節・侍中・太師・大司馬・録尚書事・司州牧の位を追贈された。諡は文献といった。

## 妻子

### 妻
- 于氏
- 李氏 − 李沖の孫娘。元徽の死後、高歓の側妻となった。

### 男子
- 元延（523年 - ?、須陀延、城陽王、東魏の武定末年に太子中庶子となった、北斉が建国されると爵位を降格された）

### 女子
- 元長華（521年 - ?）

## 伝記資料
- 『魏書』巻19下 列伝第7下
- 『北史』巻18 列伝第6
- 魏故使持節侍中太保大司馬録尚書事司州牧城陽王墓誌銘（元徽墓誌）